# Peter Harris (m. 1680)
Peter Harris, detto il Vecchio (per distinguerlo dall'omonimo nipote) (Inghilterra, ... – Panama, 3 maggio 1680), è stato un pirata inglese.

## Biografia
Le scarse notizie sul pirata Peter Harris detto "il vecchio” indicano che fu uno dei capitani della Pacific Adventure (con Bartholomew Sharp ed Edmund Cook) , una spedizione di pirateria capeggiata da Richard Sawkins e da John Coxon. Dopo aver saccheggiato la città mineraria di Santa Maria (ad est di Panama) il 25 aprile 1680, i bucanieri della spedizione diedero fuoco alle abitazioni e utilizzarono delle canoe reperite in loco per ritornare verso il Pacifico attraverso i fiumi locali. Poi, il 3 maggio,  la spedizione raggiunse il porto delle isole Causeway al largo di Panama, trovandovi ad attenderli una flotta spagnola con diverse navi. Nello scontro i bucanieri, pur vittoriosi, persero 20 uomini tra i quali il capitano Harris.
Anche il nipote omonimo, detto "il giovane”,  fu attivo in pirateria nella stessa area negli anni 1684–1685.